# Lüterswil-Gächliwil
Lüterswil-Gächliwil is een gemeente in het Zwitserse kanton Solothurn en maakt deel uit van het district Bucheggberg.
Lüterswil-Gächliwil telt 343 inwoners.

## Geschiedenis
De gemeente werd in 1964 gevormd door de fusie van de toenmalige gemeenten Gächliwil en Lüterswil.

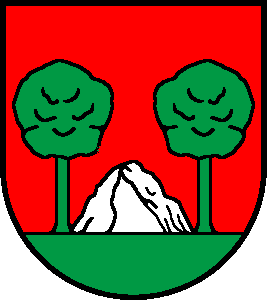
Wapen van Lüterswil